# Трогон вухатий
Трогон вухатий (Euptilotis neoxenus) — вид птахів родини трогонових (Trogonidae).

## Поширення
Вид поширений у горах Західна Сьєрра-Мадре на заході Мексики та Мадреських небесних островах на півдні США та півночі Мексики. Це мешканець середнього та верхнього рівня сосново-дубових лісів та дубово-хвойних лісів, часто вздовж струмків.

## Спосіб життя
Харчується комахами та фруктами, інколи полює на ящірок. Пари утворюються в період з квітня по червень, а спарювання відбувається до жовтня. Гніздиться у порожнинах стовбурів дерев, як правило, у прибережній рослинності.